# Andranik Karapetian
Andranik Karapetian –en armenio, Անդրանիկ Կարապետյան– (Vagharshapat, 15 de diciembre de 1995) es un deportista armenio que compite en halterofilia.
Ganó una medalla de bronce en el Campeonato Mundial de Halterofilia de 2015 y cuatro medallas en el Campeonato Europeo de Halterofilia entre los años 2015 y 2023.

## Palmarés internacional
| Campeonato Mundial | Campeonato Mundial       | Campeonato Mundial | Campeonato Mundial |
| Año                | Lugar                    | Medalla            | Categoría          |
| ------------------ | ------------------------ | ------------------ | ------------------ |
| 2015               | Houston (Estados Unidos) | Medalla de bronce  | 77 kg              |
| Campeonato Europeo |                          |                    |                    |
| Año                | Lugar                    | Medalla            | Categoría          |
| 2015               | Tiflis (Georgia)         | Medalla de bronce  | 77 kg              |
| 2016               | Førde (Noruega)          | Medalla de oro     | 77 kg              |
| 2021               | Moscú (Rusia)            | Medalla de bronce  | 89 kg              |
| 2023               | Ereván (Armenia)         | Medalla de plata   | 89 kg              |